# Kipa

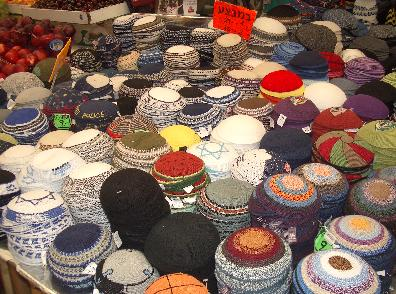
Prodejna kipot

Kipa (hebr.: כִּפָּה, pl. כיפות - kipot) nebo jarmulka (jidiš יאַרמלקע - jarmlke) je pokrývka hlavy, kterou věřící židé mužského pohlaví nosí ve shodě s tradicí svého náboženství (judaismus). Ta tvrdí, že člověk má mít hlavu pokrytou proto, aby nestál před Bohem nahý. Pokrývka hlavy u židů tedy vyjadřuje především úctu k Bohu. Zároveň je však považována i za okrasu a poctu. Původ povinnosti ji nosit při konkrétních příležitostech se datuje do pobiblických dob. Podle Talmudu je žid povinný nosit kipu při modlitbě a studiu Tóry. Některé rabínské autority tento úzus rozšířily, a tak od 16.-17. století nosí někteří věřící židé kipu neustále. Ortodoxní židé však upřednostňují místo kipy velké černé klobouky. 

## Historický vývoj
Povinnost nošení pokrývky hlavy z náboženských důvodů u mužů byla pravděpodobně zavedena až během období kolem zničení druhého Chrámu a krátce po něm. První zmínka se nachází v traktátu Šabat, ve kterém se píše o respektu a bázni před Bohem. Některé zdroje tvrdí že kipa vzešla z pokrývky hlavy velekněze (micnefet), který jejím prostřednictvím připomínal, že vždy je něco mezi ním a Bohem. Tato myšlenka měla jak filosofický, tak i psychologický dopad. Z pohledu filosofie učinilo nošení kipot z každého člověka „velekněze“ a z židů svatý národ. Psychologický vliv lze spatřovat v tom, že kipou doznáváme, že je Bůh nad námi. Podle Eli Birnbauma se kipa stala neoficiálním symbolem židovství, jež z osoby, která ji nosila, automaticky dělala věřícího žida a bylo pro takovou osobu těžší udělat něco „špatného“, poněvadž každý kolem ví, o koho jde a co se od něj očekává.
Nošení kipot se stalo běžné hlavně během středověku. Od této doby se mezi Sefardy a Aškenázy stalo pokrytí hlavy zvykovým znakem mužské zbožnosti a ženské skromnosti. Odhalení hlavy (giluj roš) bylo spojováno s lehkovážností (kalut roš) a Maimonides je jako takové odsuzoval. Jedním z posilujících prvků bylo obrácení původní myšlenky zejména v křesťanském světě, kde se stalo smekání pokrývky hlavy symbolem respektu před jinou osobou.

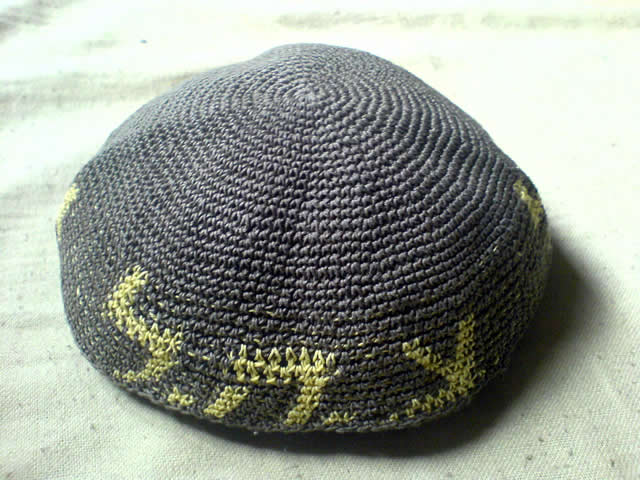
Kipa s akronymem CHL (Izraelské obranné síly)

Přinejmenším od 18. století se v místnosti nosí čepička z látky, saténu nebo sametu. Během 20. století se stala velmi populární pletená nebo háčkovaná čepička (kipa sruga). Nosí se jako pokrývka hlavy v místnosti i venku. Tyto mohou být rovněž různých barev i velikostí. Velká výhoda pletených kipot je ta, že průduchy propouštějí čerstvý vzduch během např. horkého léta.

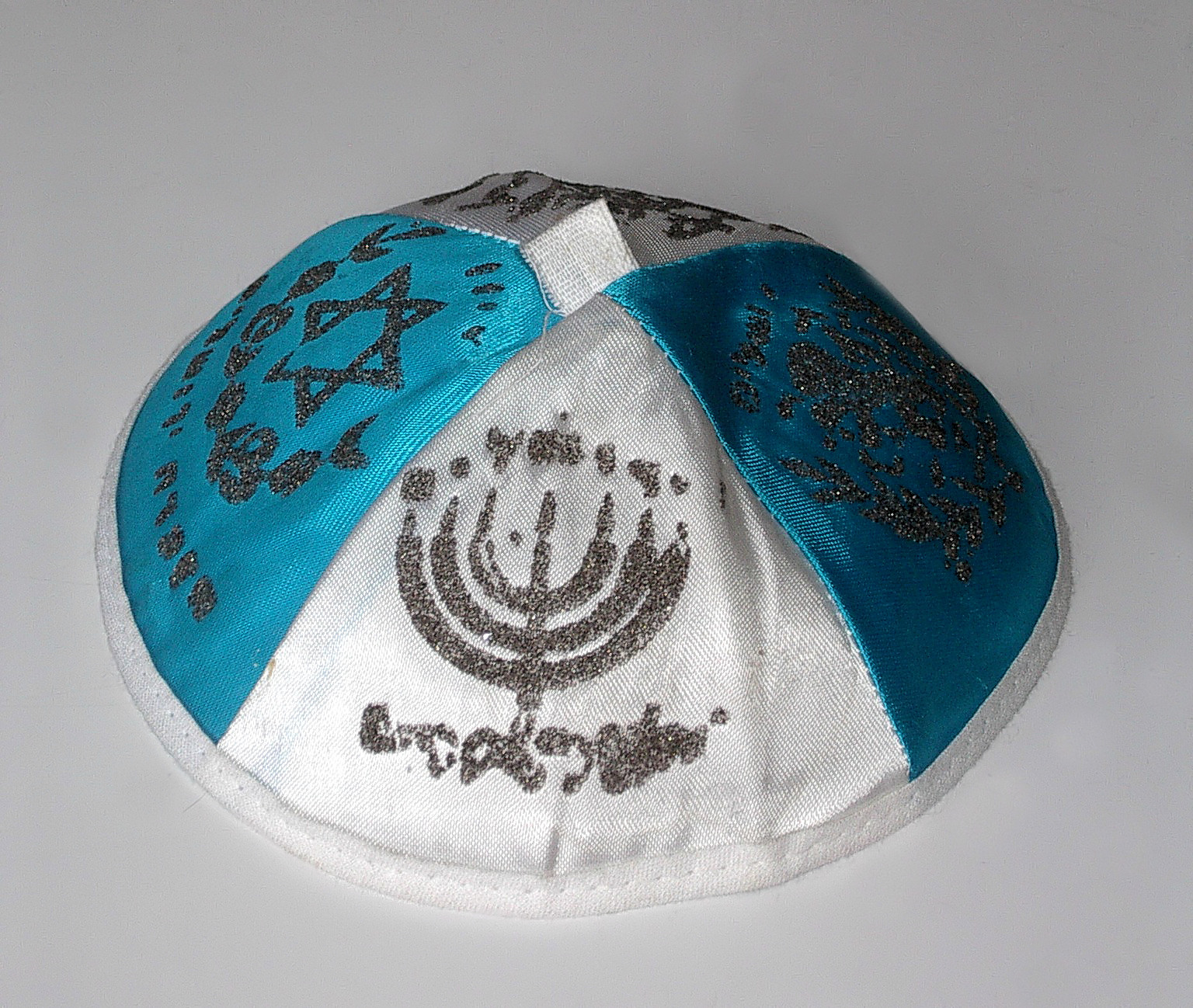
Saténová kipa

Kipa může (ale nemusí) sdělovat příslušnost majitele k náboženskému směru judaismu. Ortodoxní židé aškenázského ritu mají většinou velké, hladké a černé kipot, šité ze sametu nebo háčkované, nicméně ani to není pravidlem, neboť různé skupiny ortodoxních židů v Izraeli si oblíbily velké bílé pletené kipot. Věřící židé, kteří se nehlásí k ortodoxnímu judaismu, pak většinou nosí háčkované kipot menší, různých barev a různě zdobené, od tradičních vzorů až po moderní, abstraktní či žertovné vzory (populární u dětí je např. „smajlík“). Stále ale platí, že není možné „kastovat“ židy podle druhu pokrývky hlavy. V současnosti záleží vzhled kipy čistě na majiteli a jeho vkusu. Je již běžné, že děvčata vyšívají jméno svého přítele na kipu na znamení jejich vztahu. Existují i humorné vzory jako např. obrázek Homera Simpsona či Mickey Mouse. Zvláštní kipot se šijí na slavnostní události, jako je svatba nebo Bar micva. Ta je většinou saténová v barvách bílé či modré, někdy je vnitřek kipy nadepsán údaji o oslavenci či ženichovi a nevěstě na paměť příležitosti, ke které byla kipa ušita.